# Jüdischer Friedhof (Neubrandenburg)

Jüdischer Friedhof Neubrandenburg 1880 (oben Mitte – Signatur Begr. Pl.)

Der Jüdische Friedhof Neubrandenburg war ein jüdischer Friedhof in der Stadt Neubrandenburg im Landkreis Mecklenburgische Seenplatte in Mecklenburg-Vorpommern.

## Beschreibung
Der erste jüdische Friedhof in Neubrandenburg lag seit 1865 am damaligen östlichen Stadtrand am nordöstlichen Ende der ehemaligen Scheunenstraße (heutige Woldecker Straße) Er war ca. 1300 m² groß. Bis dahin hatten auch Neubrandenburger Juden ihre Toten auf dem jüdischen Friedhof in Strelitz bestattet.
1941 erfolgte die Umbettung der nicht ausgelegenen 26 Gräber einschließlich der Grabsteine auf den gegenüberliegenden evangelischen Friedhof („Alten Friedhof“) der Stadt Neubrandenburg, zwischen Scheunen- und Katharinenstraße. Um 1965 musste der Friedhof bei der teilweise Entwidmung des Alten Friedhofs ein zweites Mal verlegt werden. Diesmal wurde der Gemeinde ein Platz im südwestlichen Bereich des Friedhofs zugewiesen. Dort verblieb er bis 1989 und wurde dann beräumt und bebaut.
Jüdische Friedhöfe wurden in den amtlichen Karten als Begräbnisplatz bezeichnet und mit einem L statt einem † signiert. Meistens wurden sie weiter außerhalb der Städte oder Gemeinden angelegt, überwiegend an den Scheunenvierteln oder ähnlichen abgelegenen Orten.

## Geschichte
Die bewegte Geschichte des jüdischen Friedhofs Neubrandenburg beginnt in den Jahren 1863/64 mit den Verhandlungen zwischen der Jüdischen Gemeinde und dem Magistrat der Stadt über den Erwerb eines Begräbnisplatzes.
Im Jahre 1865 stellt die Stadt einen Begräbnisplatz im Bereich der ehemaligen Scheunenstraße, heutiger Woldecker Straße (im Bereich des ehem. Verlagkomplexes „Freie Erde“, heute Wohnwelt Suh) in einer Größe von 1302 m² zur Verfügung. Am 14. Januar 1866 fand die erste Beerdigung und damit gleichzeitige Einweihung des jüdischen Friedhofes durch Landesrabbiner Jacob Hamburger statt.

### Erste Entweihung
1938 legten die Ratsherren der Stadt Neubrandenburg fest, dass der jüdische Friedhof verschwinden sollte. Dies gelang ihnen aber nicht ohne weiteres, da die jüdische Gemeinde mit der Stadt einen Erbbaurechtsvertrag abgeschlossen hatte. Schließlich wurde am 6. Mai 1940 unter dem Druck der der NSDAP angehörigen Ratsherren der notarielle Vertrag über die Rückgabe des Erbbaurechtes von den letzten Vorsitzenden der Jüdischen Gemeinde Isidor Heine unterschrieben. 1941 veranlassten die Nationalsozialisten den Bau einer Militärbaracke auf dem jüdischen Friedhof. Gleichzeitig wurden 26 Gräber, deren gesetzliche geltende Laufzeit von 30 Jahren noch nicht abgelaufen war, sowie die zugehörigen Grabsteine auf den gegenüberliegenden evangelischen Friedhof („Alten Friedhof“) der Stadt Neubrandenburg, zwischen Scheunen- und Katharinenstraße, umgebettet. Die restlichen Gräber des jüdischen Friedhofes wurden 1942 eingeebnet. Das ursprüngliche Friedhofsgelände wurde später mit dem Gebäudekomplex der Tageszeitung "Freie Erde" (heute: Nordkurier) bebaut.
Nach 1945 gab es hier noch 31 Grabsteine, der jüdische Friedhofsteil war aber inzwischen als Müll- und Auffüllplatz zweckentfremdet worden. 1963 ließ die Jüdische Landesgemeinde Mecklenburg den Friedhof auf ihre Kosten wiederherstellen. Im Jahr darauf wurde der Friedhof schwer geschändet, die Steine umgeworfen und beschädigt.

### Zweite Entweihung
1964 begannen die Vorbereitungsmaßnahmen für den Bau von drei Hochhäusern auf einem Teil des Geländes des evangelischen Friedhofes. Dabei sollte es zur Einebnung des jüdischen Friedhofes kommen. Jedoch wurde durch Intervention der Jüdischen Landesgemeinde Mecklenburg in Schwerin wenigstens eine weitere Umbettung in die Planungen aufgenommen. In der Zeit vom Oktober bis Dezember 1965 fanden die Umbettungen der 26 jüdischen Gräber, in Form einer Gedenkstätte statt. Diesmal wurde der Gemeinde ein Platz im südöstlichen Bereich des Friedhofs zugewiesen. Die Gedenkstätte und die übrigen Umbettungen des evangelischen Friedhofes wurden in den Folgejahren immer wieder verwüstet. Das Friedhofsgelände verwahrloste immer mehr und hatte sich in den 1980er Jahren zu einer wüsten Wildnis verwandelt, wo nur noch einzelne historische Grabmale oder Reste davon und Rudimente verrottender eiserner Grabeinfassungen zu entdecken waren.
1971 sollte auch dieser jüdische Friedhof einen Neubebauung weichen. Die Jüdische Landesgemeinde gab damals keine Zustimmung für eine dritte Verlegung des Friedhofes. Die verbliebenen 20 Grabsteine nahm der Neubrandenburger Steinmetz Dassow in Verwahrung.

### Dritte Entweihung
In den Jahren 1987/88 und 1989 kam es zur Errichtung von 900 Wohneinheiten im verbliebenen Bereich des 1805 angelegten „Alten Friedhofes“. Im Zuge dieser Bautätigkeiten kam es zu einer weiteren Störung der Totenruhe, so dass ein Verbleib der sterblichen Überreste nie endgültig geklärt werden konnte. Das Friedhofsgelände wurde mit Wohnblöcken bebaut. Ein Eingriff ins Erdreich erfolgte jedoch nur da, wo Ausschachtungen für diese Blöcke unerlässlich waren. Bemerkenswert ist, dass menschliche Gebeine, obwohl sie bei Erdarbeiten auf einem ehemaligen Friedhofsgelände stets zu Tage kommen, für die Öffentlichkeit kaum jemals zu beobachten waren. „Eine weitere Umbettung der Reste des jüdischen Friedhofes ist nicht erfolgt“, heißt es in einer Darstellung des Rates der Stadt Neubrandenburg, Abt. Inneres vom 30. August 1989. „Die noch vorhandenen gewesenen Gebeine sind mit dem gesamten Bodenaushub des Friedhofes auf der Kippe des TBK eingebaut worden. Vom jüdischen Friedhof existieren also nur noch die bei Steinmetzmeister Dassow lagernden Grabsteine. Die Grabsteine wurden von der Stadt übernommen und später bei einer Umgestaltung des Standortes der Synagoge bis 1938 (Poststraße) dort verlegt.“